# Nothocasis hilariata
Nothocasis hilariata är en fjärilsart som beskrevs av Franz Dannehl 1933. Nothocasis hilariata ingår i släktet Nothocasis och familjen mätare. Inga underarter finns listade i Catalogue of Life.